# Урдовіза (затока)
Урдовіза — затока в Чорному морі, у південній частині болгарського узбережжя, неподалік від міста Китен. Назву дістала від назви античного фракійського поселення Урдовіза, залишки якого знаходяться на дні затоки. Тут була віднайдена кераміка часів Трої.